# Галицьке братство колишніх вояків 1-ї Української дивізії Галичина Української національної армії
Галицьке братство колишніх вояків 1-ї Української дивізії «Галичина» Української національної армії — це громадська організація, заснована 20 червня 1992 року на установчих зборах у Львові. Організація складається з трьох самостійних станиць: Львівської, Івано-Франківської, Тернопільської.
Організація включила колишніх вояків дивізії та членів її допоміжних частин: юнаків СС і медсестер. Галицьке братство є окремою структурною частиною Братства колишніх вояків 1-ї Української дивізії Української національної армії з головним осередком у Торонто, Канада, що діє з 1950-х років та охоплює різні країни.

## Історія
У 1990 році в часі свого візиту до родини у США Михайло Бендина зустрівся з побратимами Ярославом Качаєм, Романом Данилюком та Юрієм Ференцевичем. Разом вони домовились про створення Братства колишніх вояків Дивізії «Галичина» в Україні, метою якого б стало вшанування пам'яті полеглих у визвольній боротьбі, встановлення історичної справедливості, систематизація поховань полеглих та здобуття належного, почесного місця діяльності Української дивізії «Галичина» у сучасній історії України.
Михайло Бендина створив ініціативну групу, яка долучилася до побудови Пам'ятника-обеліска українським воякам дивізії «Галичина» (Ясенів). Проте пам'ятник, відкритий 20 травня 1991 року, був зруйнований через місяць після відкриття (пам'ятник відновлений 2008 року). Також, в регіональних газетах 17 грудня 1991 року було розміщено оголошення із закликом до колишніх дивізійників долучитися до організації братства. Володимир Малкош з Івано-Франківська та Богдан Стасів із Тернополя відгукнулися відразу і розпочали активну підготовку на місцях.

## Діяльність
Найбільш значимими досягненнями Братства всього періоду було встановлення пам'ятника загиблим під Бродами у селі Ясенів на горі Жбир, пошук та перепоховання останків загиблих під Бродами на новоствореному меморіальному цвинтарі, побудова каплиці на цьому цвинтарі, сприяння створенню меморіального комплексу воїнів та репресованих на Личаківськім цвинтарі у Львові, встановлення пам'ятного знаку. За майже два десятиліття Братство видало багато публікацій та вело значну просвітницьку діяльність. Ланкою, яка постійно забезпечувала зв'язок між вояками в Україні, теж за її межами був Михайло Бендина.
Галицьке братство співпрацює з іншими ветеранськими та молодіжними організаціями Західної України, такими як Братство колишніх вояків УПА імені Тараса Чупринки, Спілка політв'язнів України, «Пласт», СУМ та інші.